# Ідрія (родовище)
Ідрія (Idrija) — ртутне родовище у Словенії, одне з найбільших у світі.

## Історія
Відоме з XV ст.

## Характеристика
Відрізняється виключною структурно-морфологічною складністю: система багатоярусних міжформаційних піднасувних покладів поєднується з крутопадаючими жильними тілами, мінералізованими зонами дроблення і штокверками. Найбагатші руди локалізуються в зоні контакту вапняків і насунених на них сланців, місцями перетертих до стану мілонітів. Головний рудний мінерал — кіновар; 5-20% металу припадає на частку самородної ртуті. Це сильно ускладнює процес експлуатації родовища, особливо на його нижніх горизонтах, де кількість металічної ртуті різко зростає. За весь час експлуатації на родовищі отримано понад 200 тис. тонн металу; щорічний видобуток — на рівні 400 т. Через зниження якості руд (пониження вмісту Hg з перших % до 0,3-0,2%) рудник з 1978 р. законсервовано. Загальні запаси родовища 350-400 тис. тонн. Перспективи рудного поля пов'язані з глибокими горизонтами родовища Ідрія і з прихованими покладами в його районі.

## Технологія розробки
Глибина відробки перевищила 400 м. Застосовувалася камерно-стовпова система розробки з залишенням нерегулярних ціликів і частковою закладкою виробленого простору.